# Загленичный, Ян Карлович

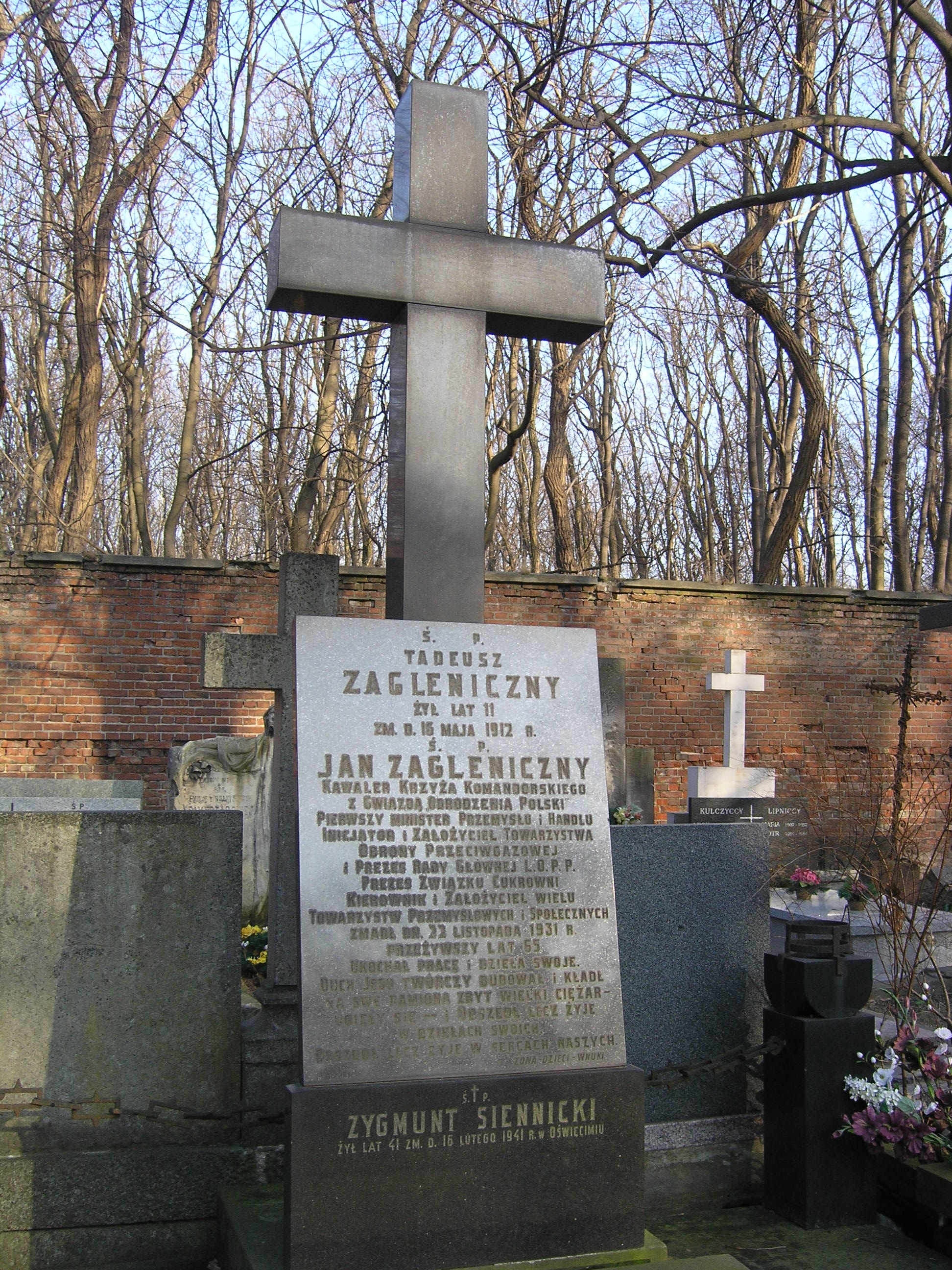
Могила Яна Загленичного на кладбище "Старые Повонзки" в Варшаве (фото марта 2012)

Ян Карлович Загленичный (4 марта 1866,  Вёнзовна (Wiązowna), в Келецкой губернии — 22 ноября 1931, Варшава) — польский промышленник, общественный деятель, политик, сенатор Второй член в Второй республики, депутат Государственной думы Российской империи I созыва от Варшавской губернии.

## Биография
Выпускник Келецкой гимназии. Поступил на естественный факультет Варшавского университета, но в 1883 изгнан оттуда за антиправительственную деятельность. Отправился за границу, где завершил обучение по специальности химика. Вернувшись на родину, поселился в Варшаве. Работу в сахарной промышленности начал с простого рабочего на заводах в Киваловце, Вороновице, Дзюнкове. В итоге стал директором сахарного завода Натансонов в Моделе и местной химической фабрики «Siderosten». Автор статей для «Большой всеобщей иллюстрированной энциклопедии». Соавтор многотомника «Сахарное производство» (Тома 1-3. Варшава, 1893—1901). Был президентом Ассоциации сахаропромышленников Царства Польского.
8 мая 1906 избран в Государственную думу Российской империи I созыва от общего состава выборщиков Варшавского губернского избирательного собрания. Вошёл в Польское коло.
Состоял выборщиком во время избирательной кампании во Государственную думу II созыва, но не был избран. В 1910 вступил в польскую Национальную лигу.
После начала Первой мировой войны сотрудничал с оккупационной австро-венгерской администрацией, входил в созданные ею учреждения. Участвовал в благотворительной деятельности, действуя сначала в Комитете граждан города Варшаву (1914—1915), а позже стал членом Главного опекунского совета (1916—1918). Он был сотрудником Национального комитета по делам потерпевших Временного Государственного совета. Со 2 января по 27 февраля 1918 он был министром промышленности и торговли в правительстве Яна Кухажевского.
После провозглашения независимости Польши в 1918 Загленичный продолжал заниматься развитием сахарного промышленности. Он принадлежал к числу наиболее влиятельных людей. Во время Второй Республики вошёл в узкий круг финансовой олигархии. После майского переворота перешел на позиции санации. В 1928 году стал сенатором по списку BBWR от Лодзинского воеводства.
Похоронен на кладбище «Старые Повонзки» в Варшаве.

## Награды
- Командорский крест Ордена Возрождения Польши (3-я степень)[3].
- Командорский крест со звездой Ордена Возрождения Польши (2-я степень, 1931, "за вклад в области реконструкции и развития польской промышленности")[4].

### Рекомендованные источники
- Brzoza Cz., Stepan K. Poslowie polscy w Parlamencie Rosyjskim, 1906-1917: Slownik biograficzny. Warszawa, 2001.
- Massalski A., Szczepański J., Słownik biograficzny zasłużonych nauczycieli i wychowanków. I Liceum Ogólnokształcące im. Stefana Żeromskiego w Kielcach. Kielce 2010, s. 124.
- Российский государственный исторический архив. Фонд 1278. Опись 1 (1-й созыв). Дело 4. Лист 4, 5; Фонд 1327. Опись 1. 1905 год. Дело 143. Лист 164 оборот.